# Henric al IV-lea de Luxemburg
Henric al IV-lea (supranumit cel Orb) (n. cca. 1112 – d. 14 august 1196, Echternach) a fost conte de Luxemburg de la 1136 până la moarte, precum și conte de Namur din 1139 până la abdicarea sa din 1189.
Henric era fiul lui Godefroi I, conte de Namur cu Ermesinda, una dintre fiicele contelui Conrad I de Luxemburg.
El a moștenit comitatele de La Roche și Durbuy de la verii săi Henric al II-lea de Durbuy și Henric de Laroche. Atunci când a murit un alt văr, Conrad al II-lea de Luxemburg, lui Henric i s-a conferit și comitatul de Luxemburg de către împăratul Lothar al III-lea, care astfel a prevenit trecerea aceluia în posesia contelui francez de Grandpré. În același timp, el a preluat și poziția de apărător a abațiilor Sfântului Maximin din Trier și Sfântului Willibrord din Echternach. Acest gest a constituit cauza multelor conflicte avute cu arhiepiscopii de Trier. Trei ani mai târziu, Henric a moștenit și Comitatul Namur de la tatăl său.
În 1141, el i-a acordat sprijin episcopului Alberon al II-lea de Liège să cucerească Bouillon alături de contele Reginald I de Bar. În 1147, Henric a renunțat la Saint-Maximin, însă l-a recuperat imediat după moartea arhiepiscopului Albero de Montreuil din 1152. Noul arhiepiscop de Trier, Hillin de Fallemanien, a schimbat drepturile sale asupra abațiile cu orașul Grevenmacher, în 1155. În 1157, Henric s-a căsătorit cu Loretta (d. 1175), fiică a lui Thierry de Alsacia, conte de Flandra. Cei doi s-au separat în 1163. Neavând copii, Henric l-a desemnat pe cumnatul său, contele Balduin al IV-lea de Hainaut, soțul surorii sale Alice de Namur, ca moștenitor. Atunci când a murit și Balduin în 1171, Henric l-a numit pe Balduin al V-lea de Hainaut. Împreună cu acesta din urmă, Henric a purtat două războaie, în 1170 și 1172, cu ducele Henric al III-lea de Limburg.
În 1171, Henric s-a căsătorit pentru a doua oară, de această dată cu Agnes, fiică a ducelui Henric I de Geldern cu Agnes de Arnstein. Tot lipsit de urmași, el a repudiat-o pe Agnet în 1184, însă s-a îmbolnăvit grav, după care a plecat după ea. În septembrie 1186, li s-a născut o fiică, Ermesinda. Această naștere a repus pe tapet chestiunea succesiunii, dat fiind că Henric a considerat din acel moment promisiunea făcută lui Balduin de Hainaut ca fiind nulă și neavenită. Henric, ajuns la vârsta de 76 de ani, a făgăduit să o dea pe fiica sa în căsătorie contelui Henric al II-lea de Champagne. Cu toate acestea, Balduin continua să își reclame moștenirea. Ca urmare, a fost hotărâtca Balduin de Hainaut să moștenească Namur, Ermesinda să posede Durbuy și La Roche, iar Luxemburg să fie înapoiat Imperiului.
Fiefurile au fost repartizate astfel în 1189, iar după ce plănuita căsătorie dintre Ermesinda și contele de Champagne a fost abandonată, Henric a căsătorit-o pe fiica sa cu ducele Theobald I de Bar. El a intrat într-un nou război cu Henric de Limburg, însă a fost înfrânt la 1 august 1194 la Neuville pe Mehaigne. Henric a murit doi ani mai târziu la Echternach.
1. ↑  „Henric al IV-lea de Luxemburg”, Gemeinsame Normdatei, accesat în 9 aprilie 2014